# Михайловська Наталія Олександрівна
Наталія Олександрівна Михайло́вська (нар. близько 1843, Київ — пом. невідомо) — українська оперна співачка (контральто).

## Біографія
Народилас в місті Києві близько 1843 року. Упродовж 1864—1867 років навчалась у Санкт-Петербурзькій консерваторії. Х учпіхом дебютувала 27 жовтня 1867 року в «Аскольдовій могилі» на відкритті Київської опери. У 1867—1971 і 1879—1980 — солістка Київської російської опери. Співала також у театрах Одеси, Тифліса, Казані, Санкт-Петербурга.

## Творчість
Володіла сильним, рівним в усіх регістрах голосом широкого діапазону, відзначалась сценічним талантом. Перша виконавиця таких партій на сцені Київської опери:
- Наталка («Наталка Полтавка» Миколи Лисенка за п'єсою «Наталка Полтавка» Івана Котляревського);
- Ваня, Ратмир («Життя за царя», «Руслан і Людмила» Глінки);

Серед інших партій:
- Поліна («Пікова дама» Петра Чайковського);
- Амнеріс, Азучена («Аїда», «Трубадур» Джузеппе Верді);
- Адальжіза («Норма» Вінченцо Белліні);
- Нанса («Марта» Фрідріха фон Флотова);
- Марта («Фауст» Шарля Гуно).

Виступала в концертах київського відділення Російського музичного товариства, а також у благодійних концертах, де виконувала романси Михайла Глінки, Миколи Лисенка, українські народні пісні.